# Тэдли, Борис Петрович

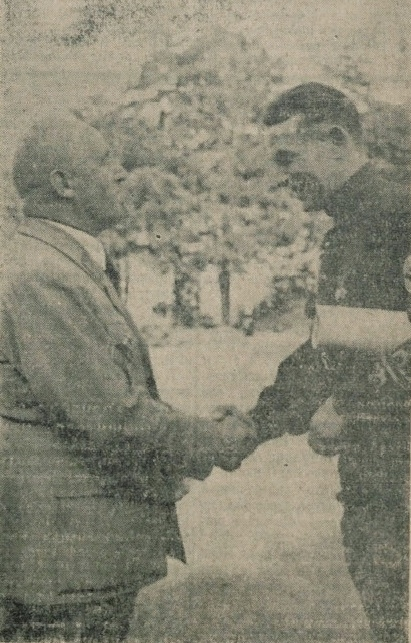
Тэдли в 1938 г. на встрече с Юлиусом фон Штрейхером, который отвечает на грамоту Российских фашистов

Борис Петрович Тэдли (Тедли) (7 [20] мая 1901 год — 11 января 1944) — участник Белого движения, член Русской фашистской партии и её лидер в Европе и Африке.

## Жизнь в России
Родился в Киеве в семье обрусевшего швейцарца-столяра. Окончил Киевский медицинский институт. Принял участие в Первой мировой войне.
В 1917 году в ходе Гражданской войны стал членом Добровольческой армии, затем участвовал с ней в Ледяном походе. Вступил в Корниловский ударный полк, где был награждён Георгиевским крестом. В 1919 году оглох в результате боевого ранения, а в 1920 году, болея тифом, попал в плен к большевикам, но сумел выжить и в 1922 году эмигрировал вместе с семьёй в Берн (Швейцария).

## Жизнь в эмиграции
В 1933 году Тэдли сблизился с возглавляемым П. Р. Бермондт-Аваловым Русским освободительным народным движением в Германии и оно наградило его титулом «Лидер русских национал-социалистов в Швейцарии». В 1935 году он основал в Берне группу Всероссийской фашистской партии, а в 1936 году получил должность резидента Главы ВФП в Европе. В письме историку и монархисту Н. Ф. Степанову Тэдли кратко изложил своё отношение к монархизму и фашизму:
Не буду вдаваться в подробности о фашизме. Я тоже убеждённый монархист, но не нахожу разногласий в фашизме с моими взглядами. <…> Фашистская партия, безусловно, глубоко монархична. Возьмите, к примеру, № «Нашего пути», посвящённые Екатеринбургскому злодеянию. Эти газеты — блестящая пропаганда монархических идей.

Тэдли участвовал в организации с 20 по 25 мая 1936 года в Берлине конференции особоуполномоченных Верховного Совета ВФП в Европе, на которой был решён ряд важных организационных вопросов. В сентябре 1937 года от Российского фашистского союза (новое название ВФП) активно выступал на Международном антииудейском конгрессе в Эрфурте. В декабре 1937 года в Париже Тэдли подписал договор с лидером организации «Белая идея» В. А. Ларионовым о вхождении этого общества в Российский национальный фронт, объединивший самые примечательные организации русских патриотов в эмиграции. Затем несколько лет Тэдли являлся официальным представителем в Швейцарии журнала «Мировая служба» (международная корреспонденция по разъяснению «иудейского вопроса», второе название «Вельтдинст»). Журнал выпускался на 6 языках в Эрфурте почётным членом РФС полковником У. Флейшгауэром. Редактором русских выпусков был Н. Е. Марков, с которым Тэдли регулярно переписывался.

### Преследование
В 1935 году Тэдли участвовал в бернских судебных процессах над издателями «Протоколов сионских мудрецов», в том числе У. Флейшгауэром, в защиту которых он давал показания как журналист «Мировой службы». Атмосферу перед судом Тэдли выразил в письме участникам процесса:
Довожу до сведения всех сотрудников по процессу о «Сионских протоколах» в Берне, что судья отказал нам в вызове свидетелей защиты. Кроме того, он всеми мерами препятствовал работе нашего эксперта полк. Флейшгауэра. Другими словами, судья определённо принял сторону наших врагов и, бессомненно, действует противозаконно. В нужный момент нами будут приняты меры, кои считаются нужным нашим поверенным. При таких условиях рассчитывать на справедливый приговор не приходится. Нами поэтому будет подана кассационная жалоба. 18 апреля нами возбуждено судебное преследование против 10 свидетелей обвинения за ложные показания.

Из-за этого швейцарская еврейская община начала его преследование через суд, был организован обыск в его квартире. В 1937 году Тэдли скрылся в Германии.
Там, осенью 1938 года, Тэдли как видному деятелю Российского фашистского союза К. В. Родзаевский даёт бо́льшие полномочия и назначает руководителем Европейского центра и Верховного Совета РФС по Европе и Африке. В новой должности Тэдли организовал с 10 по 12 сентябре в Германии 1-й съезд представителей РФС от стран Европы и Африки, на котором он озвучил точку зрения, что «мнение большинства о решении еврейского вопроса в России одним ударом, в корне неверно» и, что РФС начинает работу по ознакомлению русского народа с «сущностью» еврейства.
В 1939 году Тэдли высылается властями обратно в Швейцарию, где был арестован. В тюрьме наладил переписку с центральным управлением РФС через надзирателя Я. Карлена. В последнем письме Родзаевскому в 1944 году сообщалось, что РФС представлен в Европе только на Балканах.
Умер в тюрьме 11 января 1944 года при невыясненных обстоятельствах. Похоронен в Берне.

## Внешность
По воспоминаниям однопартийцев Тэдли был «среднего роста, жилистый, подвижный. Тёмно-русые волосы были зачёсаны назад. Под густыми бровями — карие, глубоко сидящие, добрые и в то же время целеустремлённые глаза. Нос чуть горбоватый, в меру выраженный подбородок. Строгость приятного лица подчёркивали скулы. Тэдли часто смеялся, любил шутить».